# Massacre de Campinas
Massacre de Campinas foi uma chacina que ocorreu no bairro da Vila Proost de Souza, na cidade brasileira de Campinas, São Paulo, em 31 de dezembro de 2016, quando Sidnei Ramis de Araujo, armado de uma pistola 9 mm, pulou o muro de uma casa e assassinou doze membros da mesma família, incluindo sua ex-esposa e seu filho de oito anos. Essa foi a maior chacina familiar registrada na história da cidade de Campinas.

## Crime
Na noite de ano-novo do dia 31 de dezembro de 2016, o técnico em laboratório na área de ciência e tecnologia Sidnei Ramis de Araujo (Campinas, 27 de junho de 1970 - Campinas, 31 de dezembro de 2016), de 46 anos, soube que a ex-mulher ia comemorar a virada de ano na casa de uma das primas, Liliane, e foi até o imóvel.
Pouco antes da meia-noite, ele estacionou o carro, pulou o muro e entrou na casa. Armado de uma pistola 9 mm e mais dez bombas de fabricação caseira amarradas ao corpo (que foram apreendidas pelo GATE), ele invadiu a casa na rua Pompílio Morandi, na Vila Proost de Souza, e assassinou sua ex-esposa Isamara Filier, de 41 anos; seu filho João Victor Filier de Araujo, de 8 anos; e mais dez pessoas da sua família, cometendo suicídio após os assassinatos. O crime foi premeditado. Em uma gravação, ele revelou que pretendia executar as vítimas no Natal, mas não conseguiu: "Eu tentei pegar a vadia no almoço de Natal e dia da minha visita, assim pegaria o máximo de vadias daquela família".
Dois adolescentes, de 15 e de 17 anos, que estavam na festa de réveillon e se trancaram nos banheiros da casa quando perceberam o ataque, disseram que ouviram quando Araujo afirmou que mataria Isamara: "Vou te matar, você tirou meu filho". A frase foi seguida pelo barulho de disparos. Depois, ouviram João Victor, o filho de 8 anos do atirador, questionar o pai: "Por que você matou a mamãe?". Araujo não respondeu e deu um tiro na cabeça do menino. João Victor foi o último a ser atingido antes do pai se suicidar. O garoto também foi o único que teve sinais claros de execução em seu corpo. A maioria dos disparos foi dada a uma distância média de cerca de um metro e a maioria das vítimas recebeu de dois a três tiros.

## Antecedentes
Uma testemunha informou à polícia que o atirador travava uma batalha judicial pela guarda do filho; segundo a testemunha, a separação teria sido motivada por uma suspeita de que o atirador "havia abusado sexualmente do próprio filho".
Desde 2010, Isamara Filier havia registrado cinco boletins de ocorrência contra o ex-marido, três deles registrados na Delegacia da Mulher de Campinas, por ameaça de agressão e até de morte, além da denúncia por abuso sexual contra o filho; por conta desse processo, Sidnei ficou quase um ano sem poder ver a criança. Sobre a denúncia de abuso feita em 2012, a Justiça considerou que as acusações "não eram cabalmente comprovadas", mas se encaixavam como "comportamento inadequado", e acatou em parte o pedido, estabelecendo restrições para o convívio entre pai e filho. Na decisão, a Justiça determinou que a criança, que na época tinha 3 anos, deveria ser "protegida, mas não afastada totalmente do convívio paterno".
Em relato, a professora do menino João Victor, filho de Araujo, afirmou que o menino não gostava do pai e chegou a dizer que o mataria quando crescesse.

## Nota de suicídio

Sidnei Ramis de Araujo

Uma carta escrita por Araujo foi apresentada, sendo que nela o atirador revelou seus planos de matar a família. A carta possuía textos direcionados ao filho e à namorada e foi enviada para amigos antes do crime. Além da carta, foi deixado no carro do atirador um gravador de voz que continha um áudio com frases de indignação contra a ex-mulher Isamara Filier e um pedido de desculpa por algo que iria acontecer, sem mencionar explicitamente o ocorrido. Trechos do áudio e da carta evidenciam a motivação misógina e machista por trás do feminicídio em massa: "tenho raiva das vadias que se proliferam e muito a cada dia se beneficiando da lei vadia da penha!" [...] "Morto também já estou, porque não posso ficar contigo, ver você crescer, desfrutar a vida contigo por causa de um sistema feminista e umas loucas".
A pedido do jornal Correio Braziliense, especialistas em análises forenses e em violência contra a mulher analisaram as cartas do atirador e acreditam que Sidnei Araújo cultivava uma ideologia "extremamente machista", nutria um ódio generalizado contra as mulheres, e se sentia uma espécie de vítima das leis e outras ações que buscam garantir os direitos das mulheres. A antropóloga e professora de Direito da Universidade de Brasília Débora Diniz diz que o atirador não faz uma confissão, mas está se comunicando com outros homens que compartilham do que ele acreditava e ressalta que "a carta faz uma convocação para que outros homens ajam como ele".

## Vítimas
Além de Sidnei Ramis de Araujo (46 anos), que cometeu suicídio no local, foram mortos pelo atirador:
- Isamara Filier (41 anos) – ex-esposa do atirador
- João Victor Filier de Araujo (8 anos) – filho do atirador
- Rafael Filier (33 anos) – irmão de Isamara
- Liliane Ferreira Donato (44 anos) – prima de Isamara e dona da casa onde ocorreu a chacina
- Alessandra Ferreira de Freitas (40 anos) – irmã de Liliane
- Antônia Dalva Ferreira de Freitas (62 anos) – mãe de Liliane e de Alessandra
- Abadia das Graças Ferreira (56 anos) – irmã de Antônia Dalva
- Paulo de Almeida (61 anos) – marido de Abadia
- Ana Luzia Ferreira (52 anos) – irmã de Antônia Dalva e Abadia
- Larissa Ferreira de Almeida (24 anos) – filha de Ana
- Luzia Maia Ferreira (85 anos) – mãe de Antônia Dalva, Abadia e Ana, e avó de Liliane, Alessandra, Larissa e Isamara
- Carolina de Oliveira Batista (26 anos) – o pai dela estava entre os três feridos

Três pessoas sobreviveram ao ataque e foram levadas feridas para os hospitais Ouro Verde, Mário Gatti e HC da Unicamp. Dois adolescentes se esconderam em banheiros da casa e não foram feridos. Uma mulher foi poupada pelo atirador por estar segurando um bebê. Ao todo, havia 18 pessoas na confraternização de ano-novo. As vítimas foram veladas todas juntas em uma única sala no Cemitério da Saudade.

## Repercussão

Funcionários da Setec retiram corpos das vítimas na Vila Proost de Souza.

O Centro de Referência e Apoio à Mulher (Ceamo) da cidade definiu o crime como um feminicídio e não uma chacina. Segundo a ex-ministra da Secretaria de Políticas para as Mulheres Nilceia Freire, a inconformidade com o fim do casamento e com a restrição imposta ao contato com o filho caracteriza o caso como um crime de vingança, enquanto que "os alvos predominantemente femininos, por sua vez, são um sinal de 'ódio às mulheres'".
A publicação da carta do atirador feita pelo jornal Estadão recebeu críticas da população, que se manifestou nas redes sociais. Nilceia Freire disse que, sem contexto, ela pode ter impacto negativo: "(...) esse tipo de declaração presente na carta, de divulgação, acaba por estimular atitudes, ao contrário do que se quer, que é prevenir". Já Marisa Sanematsu, diretora de conteúdo da Agência Patrícia Galvão, viu o risco de um setor da população acolher o discurso de ódio disseminado no crime.
A deputada federal Jandira Feghali também se manifestou sobre a chacina, dizendo em sua página no Facebook: "Alguns dizem que o feminismo não leva a nada, há quem diga que não existe machismo no Brasil, mas esse machismo matou Isamara Filier, uma criança, outras oito mulheres e três homens". Jandira também defendeu a Lei Maria da Penha, chamada por Araujo de "lei vadia da penha", dizendo: "Fui relatora da Lei Maria da Penha e andei por cada lugar desse país, onde eu ia havia relatos de agressão de diversas formas e tamanho, não é admissível que o discurso do machismo encontre eco em pleno século XXI".
A ex-presidente Dilma Rousseff, referida na carta de Araujo como "vadia no poder", declarou em sua página oficial no Facebook que "é intolerável que o machismo encontre eco no pensamento conservador e justifique o feminicídio". Para ela, "o momento é de fortalecer a política de direitos humanos para defender as mulheres da cultura do ódio e da violência pelo único motivo de serem mulheres. Devemos defender com firmeza a Lei Maria da Penha e fazer valer a Lei do Feminicídio para que a impunidade não seja mais escusa para novas mortes". A Lei do Feminicídio foi sancionada por Dilma, sob críticas, em março de 2015.
O caso foi amplamente divulgado nos meios de comunicação nacionais e internacionais, sendo que o prefeito reeleito Jonas Donizette decretou luto oficial de três dias em Campinas, divulgando em nota oficial seu sentimento de consternação e de solidariedade a todos os familiares e amigos das vítimas. O presidente do Brasil Michel Temer lamentou em sua conta oficial no Twitter o ocorrido: "Lamentamos profundamente as mortes ocorridas em Campinas. Manifestamos nosso pesar junto às famílias. Que 2017 seja um ano de mais paz!".
A revista Isto É fez uma reportagem sobre como crimes motivados por intolerância afetam a imagem de cordialidade do brasileiro e citou outros crimes de ódio acontecidos anteriormente e no mesmo dia; a reportagem também citou comentários feitos por pessoas em portais de notícias que demonstram apoio ou tentam justificar o crime.
A ONU Mulheres do Brasil emitiu uma nota pública onde diz ser "inadmissível que as mulheres continuem a ser barbaramente assassinadas e os crimes de ódio às mulheres sejam disseminados, vilipendiando a memória das vítimas com pretensos elementos de justificativa e de banalização dos assassinatos" e fez um apelo público para que as autoridades responsáveis incorporem a perspectiva de gênero nos processos de investigação policial e criminal, conforme as Diretrizes Nacionais sobre Feminicídio para Investigar, Processar e Julgar com perspectiva de gênero as mortes violentas de mulheres, e apliquem a Lei do Feminicídio (Lei nº 13.104/2015).